# 知念補給地区
知念補給地区 (ちねんほきゅうちく 英語 Chinen Service Area)、またはキャンプ知念 (Camp Chinen) は、現在の沖縄県南城市玉城にあった米軍基地。旧玉城村の面積の半分近くを占め、面積は175.9ヘクタール。1946年10月から1949年12月まで米国軍政府が置かれていた。1971年、ペンタゴン・ペーパーズで沖縄のキャンプ知念が米陸軍基地を隠れ蓑にしてアジア最大級の極東戦略の CIA（アメリカ中央情報局）拠点であったことが明らかになり、大きな政治問題となった。これをうけ、1974年に返還され、現在、公園、福祉施設、体育センター、ゴルフ場 (琉球ゴルフ倶楽部) として利用されている。

## 概要
1945年の戦時占領から使用継続され、旧玉城村の面積の約半分以上8地域を占有し、海軍司令部や陸軍の兵舎、モータープール、倉庫、住宅、ゴルフ場、特殊部隊の訓練基地として使用された。
1946年10月から1949年12月まで米国軍政府が置かれ、米軍の占領政策の中心地となった。
1971年、米陸軍基地にカモフラージュされるかたちで知念補給地区内に CIA の拠点がおかれていたことがペンタゴン・ペーパーズで明らかになり、陸軍混成サービス群地区 (Army Composite Service Group) は1972年7月31日までに閉鎖することが通達された。
1974年に知念補給地区が全返還された。
- 所在地：玉城村 (今の南城市玉城) 親慶原・垣花・仲村渠・玉城・中山・富里・屋嘉部・喜良原[2]

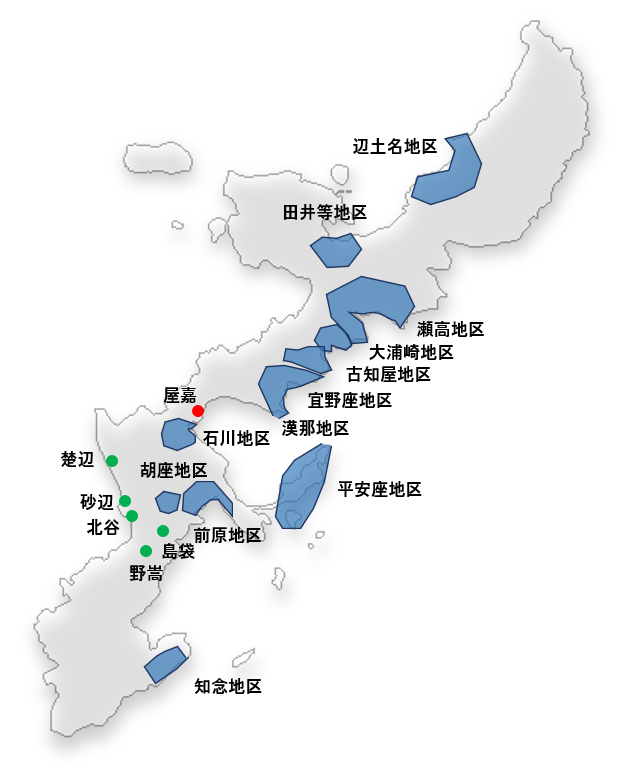
沖縄戦で米軍が設置した民間人収容所

- 面積：約1,761千㎡[3]

## 歴史

### 米海軍司令部と百名収容所
1945年6月5日、沖縄戦で米軍が知念半島に到達。米海軍司令部がおかれ、玉城村と知念半島全域が民間人収容所 (百名収容所) となる 。米海軍司令部として使用された後、米陸軍に移管される。

### 米国軍政府
1946年、琉球列島米国軍政府 (米国軍政府) が、具志川村栄野比 (現うるま市) から移転し、それに伴い沖縄民政府も石川市東恩納から親慶原高台の新里通信所に移転。「知念市」は米軍統治政治の中心地となった。
1948年、米陸軍の管轄に移され、モータープール、倉庫、住宅等用地、四軍共用のレジャー施設として使用された。
1949年7月25日、グロリア台風で大打撃を受ける。12月に那覇市久米の旧上山国民学校に移転し、軍政府長官シーツ少将が那覇市が沖縄の首都となることを発表した。

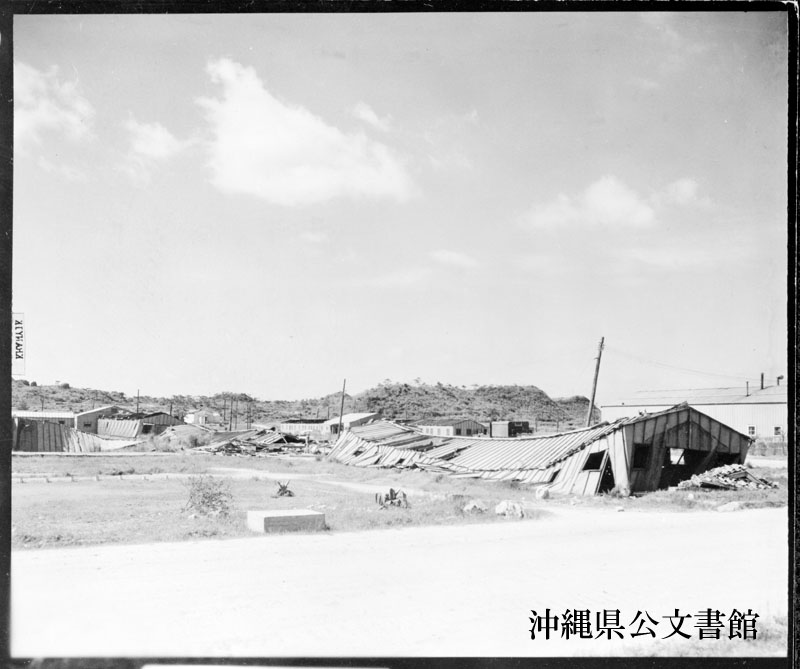
1951年10月15日のルース台風で大破したキャンプ知念

### 冷戦時代の秘匿CIA拠点
1951年、朝鮮戦争のさなか、陸軍混成サービス群地区 (CGS) が結成される。
| 「 | 1960年代から70年代初頭にかけて、私たちはキャンプ知念に住んでいた。表向きは陸軍の補給施設とされ、外側からはリゾート施設のようにも見えた。島の東部にある180ヘクタール近い広大な敷地にパステルカラーの家100軒、レストラン、教会、9ホールのゴルフ場があった。その見掛けとは裏腹に、CIA施設の中で最も機密性が高く、アジア全体の任務に大きな役割を果たす施設だった。 | 」 |
| —【沖縄とCIA ロバート・ジャクソン回顧録】（１）アジア謀略作戦の拠点 森に隠れ家、特殊訓練も（沖縄タイムスより） | |    |

1971年6月13日、いわゆるペンタゴン・ペーパーズとして知られる一連のニューヨーク・タイムズのスクープによって、キャンプ知念が米陸軍基地というのは表向きで、実際には陸軍基地を隠れ蓑にしたアジア最大級の極東戦略の CIA（アメリカ中央情報局）拠点であることが判明、大きな政治問題となり閉鎖されることになった。1961年のエドワード・ランズデール将軍からマクスウェル・テイラー将軍に送られた極秘のメモには、知念補給地区の沖縄CIA支援基地は、準軍事的な訓練、研究、物流施設に加え、秘密収容施設を含んでいたことが記されていた。
1971年9月28日に沖縄タイムスが報じたキャンプ知念の記事を、さらに読谷の米軍基地にある FBIS が「沖縄タイムスが沖縄のCIA基地を暴露」と英訳し本国に送信した。
1972年7月31日、CIA基地 (CGS) が閉鎖され、アメリカ陸軍特殊部隊 (グリーンベレー) の訓練センター、語学学校などになった。
1974年、沖縄に接収地が全面返還される。
2011年6月13日、ニューヨーク・タイムズのスクープからちょうど40年後「ペンタゴン・ペーパーズ」の機密指定が解除され、国立公文書記録管理局などが全文を公式ウェブサイトで公開、全7,000ページのうち、これまで明らかになっていなかった2,384ページも閲覧できるようになった。
2013年、知念補給地区の内部に外国人捕虜などを拘禁する秘密収容施設があったことなどが沖縄タイムスの取材でより明らかになった。証言によると、知念補給地区では軍人の姿はほぼ見られず、職員はワシントンのCIAから約3年交代で赴任していたこと、沖縄の別の米軍基地から出入りする米軍関係者はおらず、琉球列島米国民政府 (USCAR) の最高責任者である高等弁務官ですら訪問時には所定の手続きが必要だったという。

2017年、沖縄タイムスはこれまでほとんど知られることがなかったキャンプ知念について関係者に取材したロバート・ジャクソン回顧録を連載した。
| 「 | 技術者が働く「ショップ」と呼ばれる工房は、保安のためダイヤル式の錠が毎月交換されていた。彼らは盗聴、写真、武器の専門家だった。備品室にはパスポートを偽造、改ざんするため、タイプライター、入国管理局のスタンプ、ありとあらゆる種類の紙、インク、のりがそろっていた。工具で鍵を開ける練習をしたり、合鍵を作ったりするため外国の錠前もあった。 | 」 |
| —【沖縄とCIA ロバート・ジャクソン回顧録】（１）アジア謀略作戦の拠点 森に隠れ家、特殊訓練も（沖縄タイムスより） | |    |